# Továrna Breitfeld-Daněk (budovy)
Továrna Breitfeld-Daněk v Karlíně v Praze je bývalý průmyslový areál na rohu ulic Pernerova a Thámova. Budovy jsou chráněny jako nemovitá kulturní památka České republiky; do areálu patří hala Kotlárna a dva obytné domy.

## Historie
Strojírnu Götzl & Daněk založili v roce 1854 Čeněk Daněk (1826–1893), bývalý zaměstnanec strojírny Breitfeld & Evans, a Josef Götzl (1820–1892), pozdější karlínský starosta, v Pernerově ulici v budově čp. 9 (zaniklo). V roce 1857 byl naproti této první budově postaven nový areál s kotelnou, strojovnou, halou kotlárny a pěti halami dílen, se skladištěm zřízeným ve starším domě čp. 136 na rohu ulic Pernetovy a Thámovy. V letech 1889–1891 byly objekty upraveny pro Akciovou společnost strojírny, dř. Breitfeld a Daněk. Před rokem 1926 zde proběhla výrazná přestavba, kdy byla podélně s Pernerovou ulicí vestavěna do starších zdí nová dvoulodní ocelová osmdesátimetrová hala. Po roce 1953 byla postavena kolmo na halu 90 metrů dlouhá hala zvaná „Šípkárna“, která se do ulice obracela výrazným průčelím s písmeny ČKD DUKLA (zbořeno v září 2011).

### Po roce 1989
Provoz v halách skončil v 90. letech 20. století. Prázdné prostory byly využívány pro různé kulturní akce. Starší hala byla v roce 2013 konvertována na velkoprostorovou kancelář novinové redakce vydavatelství Economia.